# Festival des 3 Continents 2011
Le Festival des 3 Continents 2011, 33e édition du festival, s'est déroulé du 22 novembre 2011 au 29 novembre 2011.

## Jury
- Ricardo Aronovich : directeur de la photographie argentin
- Akosua Adoma Owusu : réalisatrice ghanéenne
- Lolita Chammah : actrice française
- Serge Toubiana : directeur général de la Cinémathèque française
- Philippe Faucon : réalisateur français

## Sélection

### En compétition[1]
| Titre                      | Réalisation                               | Pays        |
| -------------------------- | ----------------------------------------- | ----------- |
| Hoy no tuve miedo          | Ivan Fund                                 | Argentine   |
| Girimunho                  | Helvécio Marins Jr. et Clarissa Campolina | Brésil      |
| People Mountain People Sea | Cai Shangjun                              | Chine       |
| The Sword Identity         | Xu Haofeng                                | Chine       |
| Le Policier                | Nadav Lapid                               | Israël      |
| Honey PuPu                 | Cheng Hung-I                              | Japon       |
| Saudade                    | Katsuya Tomita                            | Japon       |
| Fable of the Fish          | Adolfo Borinaga Alix Jr.                  | Philippines |
| Flying Fish                | Sanjeewa Pushpakumara                     | Sri Lanka   |
| P-047                      | Kongdej Jaturanrasamee                    | Thaïlande   |

### Autres programmations[2]
- Hommage à la Nikkatsu
- Hommage à Arturo Ripstein
- Hommage à Mani Kaul

## Palmarès[2]
- Montgolfière d'or : Saudade de Katsuya Tomita
- Montgolfière d'argent : People Mountain People Sea de Cai Shangjun
- Mention spéciale : Girimunho || Helvécio Marins Jr. et Clarissa Campolina
- Prix du Jury Jeune : Girimunho || Helvécio Marins Jr. et Clarissa Campolina
- Prix du public : Le Policier de Nadav Lapid